# Thomas & Mack Center
Das Thomas & Mack Center ist eine Mehrzweckhalle in der US-amerikanischen Stadt Paradise im Bundesstaat Nevada. Die Halle ist Eigentum der University of Nevada, Las Vegas und steht auf dem Campus der Universität. Benannt ist sie nach den Geschäftspartnern E. Parry Thomas und Jerome Mack, zwei Bankiers aus Nevada, die für den Bau Geld spendeten.

## Geschichte

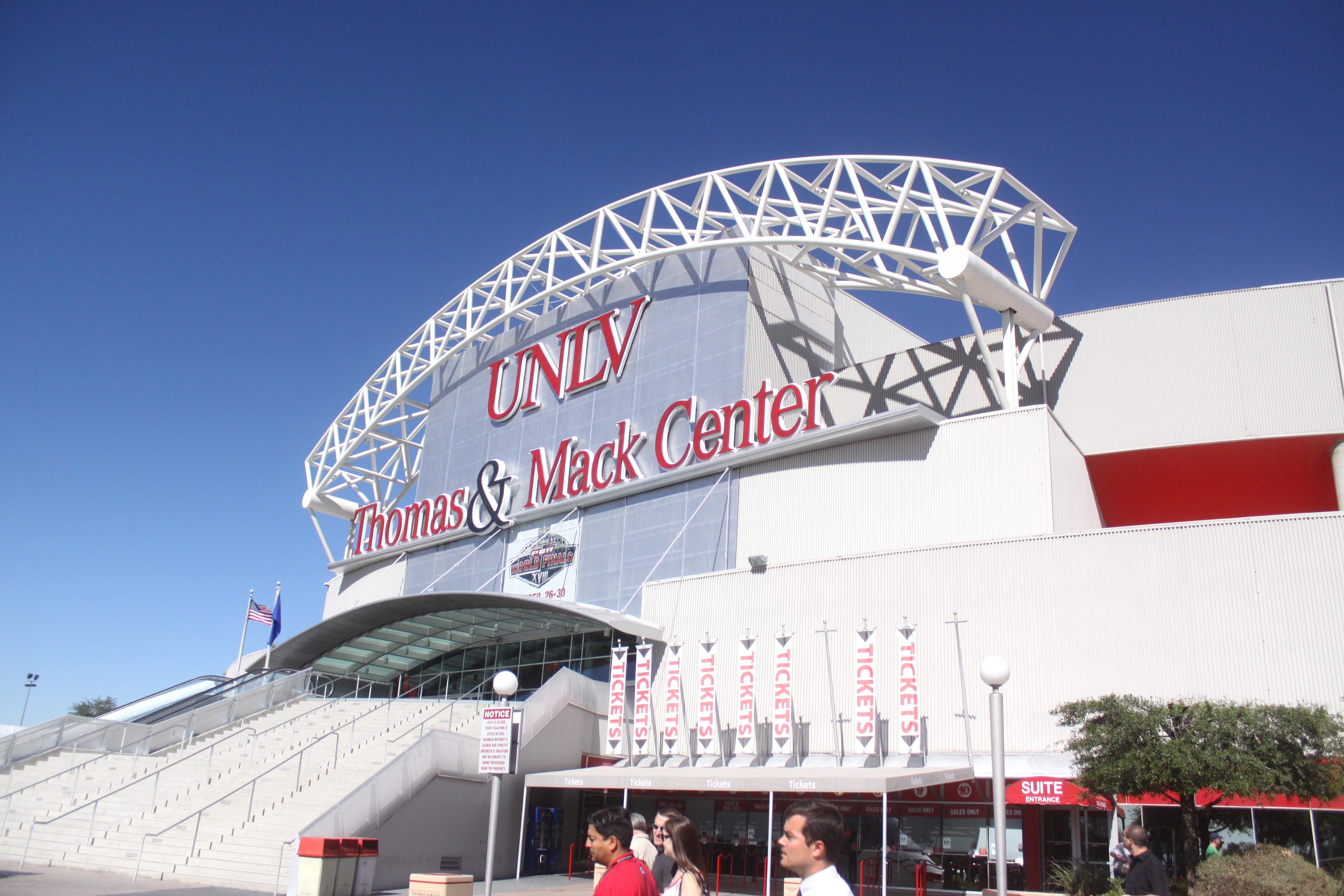
Das Thomas & Mack Center im Jahr 2011

Am 16. Dezember 1983 wurde die Mehrzweckhalle feierlich eröffnet. Bei der großen Gala traten Frank Sinatra, Dean Martin und Diana Ross auf. Die erste Veranstaltung fand noch vor der Einweihung am 21. November 1983 statt. Die Basketball-Mannschaft der UNLV Runnin’ Rebels trat gegen die Victoria Vikes der University of Victoria an. Hauptsächlich wird die Arena von den UNLV Rebels genutzt. Die Mehrzweckhalle bietet maximal 19.522 Plätze zu Box- und Wrestlingkämpfen und vom Spielfeld bis zur Hallendecke sind es rund 31,7 Meter. Zur Beleuchtung des Innenraums werden Halogenmetalldampflampen mit einer Beleuchtungsstärke von etwa 3.767 Lux verwendet.
1999 wurde die Arena einer umfangreichen Renovierung innen wie außen unterzogen. 2008 erhielt die Halle einen Videowürfel mit vier Breitbild-LED-Bildschirmen mit elektronischen Werbe- und Ergebnistafeln sowie eine neue Schussuhr-Anlage. Umlaufend am Tribünen-Oberrang ist eine neue LED-Werbebande angebracht worden; sie ersetzte die 1995 installierte Anlage. 

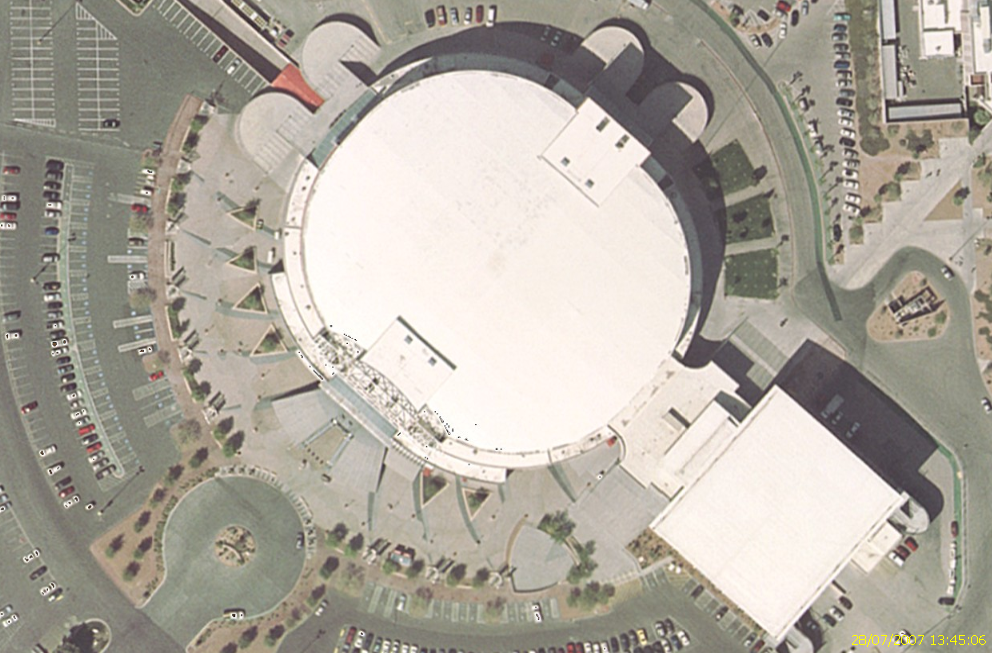
Satellitenbild des Thomas & Mack Center (links) und des angeschlossenen Cox Pavillon

Neben den UNLV Rebels war das Thomas & Mack Center Heimat einiger Sportmannschaften aus Las Vegas. Das Eishockey-Team der Las Vegas Thunder aus der IHL war von 1993 bis 1998 in der Halle beheimatet. Vier Spielzeiten (2003–2006) blieben die Las Vegas Gladiators der Arena Football League (AFL). Jeweils nur ein Jahr waren die Las Vegas Flash der Roller Hockey International (RHI, 1994), die Las Vegas Dustdevils aus der Continental Indoor Soccer League (CISL, 1995) und die Las Vegas Sting (AFL, 1995) im Thomas & Mack Center ansässig. Ab der Saison 2015 werden die Las Vegas Outlaws ihre Partien der AFL in der Halle austragen.
Mitte der 1980er Jahre diente die Halle dem NBA-Team der Utah Jazz für einige Spiele als Ausweichspielort. 1984 brach Kareem Abdul-Jabbar in der Halle den damaligen NBA-Gesamt-Punkterekord von Wilt Chamberlain. Das vierte Play-off-Spiel der Western Conference 1992 zwischen den Los Angeles Lakers und den Portland Trail Blazers (76:102) wurde wegen Unruhen in Los Angeles nach Las Vegas verlegt. Grund dafür waren die Freisprüche der vier Polizisten, die den Afroamerikaner Rodney King am 3. März 1991 nach einer Auto-Verfolgungsjagd und Widerstand gegen die Festnahme mit Schlagstöcken über 50 Mal auf den am Boden liegenden King einschlugen. 
In einer Vortragsreihe waren u. a. der ehemalige US-Präsident Bill Clinton und der ehemalige Präsident der Sowjetunion Michail Gorbatschow zu Gast im Thomas & Mack Center.

## Weitere Sportveranstaltungen
2007 fand das NBA All-Star Game in Las Vegas statt. Dies war und ist das bisher einzige Mal das ein NBA All-Star Game in einer Stadt ohne ein eigenes NBA-Team stattfand. Eine lange Tradition haben Rodeo-Turniere im Thomas & Mack Center. Das National Finals Rodeo der Professional Rodeo Cowboys Association findet schon seit 1984 und die PBR World Finals der Professional Bull Riders seit 1999 regelmäßig statt. 
- FEI-Springreit-Weltcup-Finale 2000, 2003, 2005, 2007, 2009
- NBA All-Star Game 2007
- WM-Boxkampf zwischen Evander Holyfield und Lennox Lewis 1999
- National Finals Rodeo, PRCA, seit 1984
- PBR World Finals, PBR, seit 1999
- Basketball-Amerikameisterschaft, 22. August bis 2. September 2007
- NCAA-Basketballturnier der Mountain West Conference 2000–2003, seit 2007[2]
- NCAA-Basketballturnier der Big West Conference 1994, 1995
- NCAA-Basketballturnier der Western Athletic Conference 1997, 1998, 1999
- ArenaBowl, Arena Football League 2005, 2006
- WWE No Way Out 2001, 2008
- WWE Vengeance 2005
- NBA Summer League (seit 2004)
- Basketballspiele der Harlem Globetrotters

## Konzerte und Shows
Zu Konzerten traten z. B. folgende Künstler und Bands auf.
- Elton John, U2, Eminem, Mariah Carey, Dixie Chicks, Eric Clapton, Céline Dion, *NSYNC, Korn
- Garth Brooks, Bruce Springsteen, Rod Stewart, Aerosmith, Phish, Linkin Park, Jay-Z, Green Day, Rammstein

Zu den Shows gehörten u. a. 
- die Eisshow Disney on Ice
- der Zirkus Ringling Bros. and Barnum & Bailey Circus

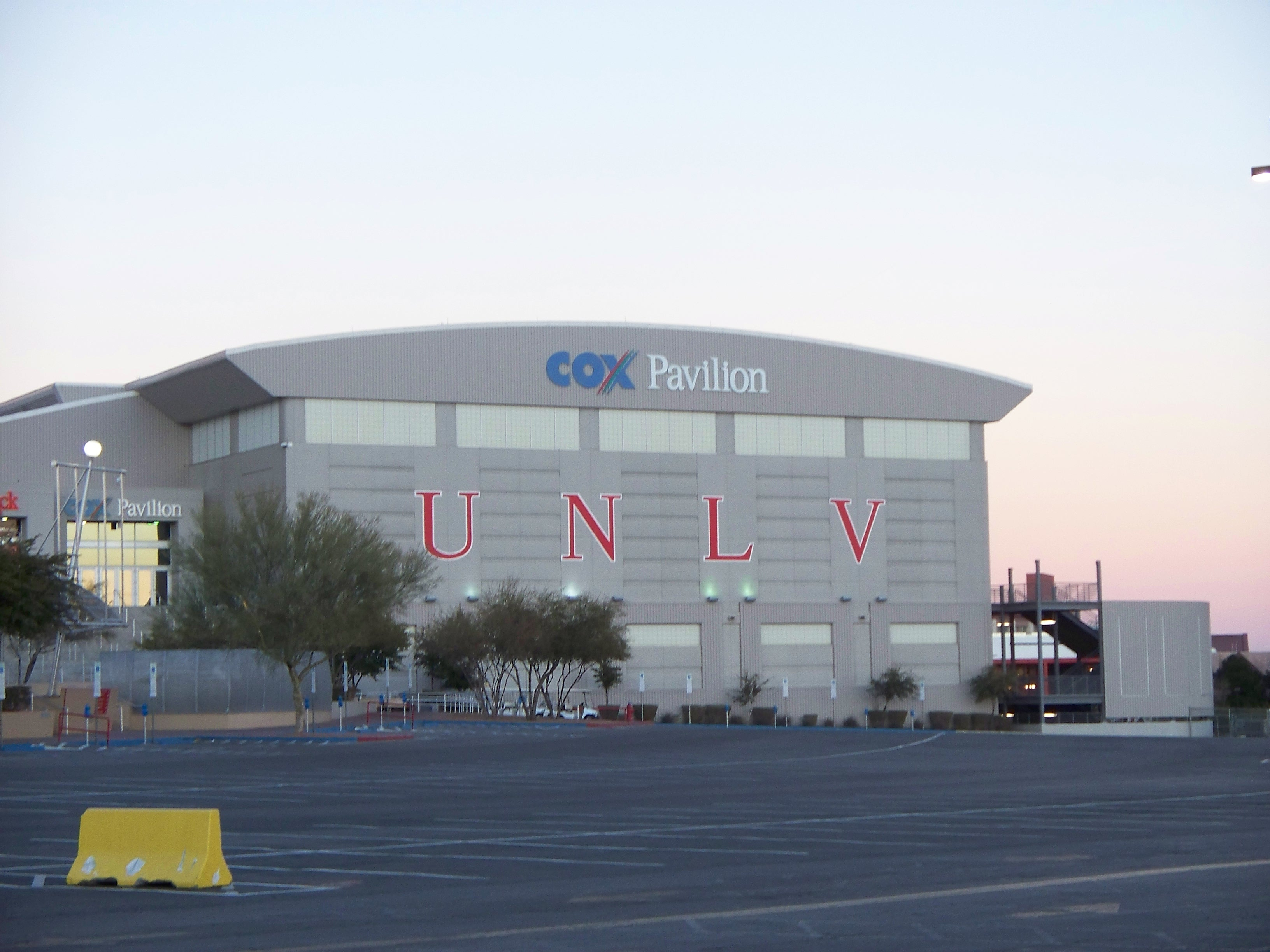
Der Cox Pavilion

- die Kinder-Musikshow The Wiggles
- The Cheetah Girls Show,
- High School Musical Live
- die American Idol Tour.

## Cox Pavilion
Der Cox Pavilion ist eine kleine Veranstaltungshalle, die direkt an das Thomas & Mack Center anschließt. Sie wurde 2001 erbaut und dient u. a. als Spielstätte der NCAA-Frauenmannschaft im Basketball und Volleyball der UNLV Rebels. Sie bietet je nach Veranstaltung bis zu 3.100 Plätze. Die Baukosten beliefen sich auf 16,8 Mio. US-Dollar. Fünf Mio. US-Dollar wurden durch einen Sponsoringvertrag an das Unternehmen Cox Communications gedeckt. In dem Gebäude finden z. B. kleinere Konzerte, Boxveranstaltungen, Theater- und Familienshows statt.